# Explosie in de haven van Beiroet
Op 4 augustus 2020 vond er een grote explosie plaats in de haven van Beiroet, de hoofdstad van Libanon. De explosie veroorzaakte een ramp die minstens 220 doden en ruim 6.500 gewonden eiste en grootschalige schade door de hele stad aanrichtte. De explosie wordt beschouwd als de grootste niet-nucleaire explosie van de 21e eeuw.

## Achtergrond
Op 23 september 2013 voer het vrachtschip de Rhosus onder Moldavische vlag van Batoemi in Georgië naar Beira in Mozambique met 2.750 ton ammoniumnitraat. Tijdens de reis was het schip genoodzaakt te stoppen in Beiroet met motorproblemen. Na controle door de havenautoriteiten werd de Rhosus niet zeewaardig bevonden, en kreeg ze een verbod af te varen. Acht Oekraïners en één Rus waren aan boord. Vijf Oekraïners werden al snel gerepatrieerd, waardoor er vier bemanningsleden overbleven om voor het schip te zorgen.
De Russische eigenaar van het schip ging bankroet, en nadat de eigenaren van de vracht de belangstelling verloren voor de vracht, gaf de eigenaar het schip op. De Rhosus raakte toen snel door haar voorraden, terwijl de bemanning er niet af mocht omwille van immigratiebeperkingen. Advocaten pleitten voor de repatriëring van de bemanning uit medeleven, en omwille van het gevaar van de vracht die nog altijd aan boord was. Een rechter in Beiroet liet de bemanning naar huis gaan, nadat ze een jaar op het schip hadden verbleven. De gevaarlijke vracht werd in 2014 op rechtsbevel aan wal gebracht en in een gebouw, hangar 12, bij de haven geplaatst. De vracht bleef daar zes jaar liggen.
Meerdere douaneagenten hebben brieven naar de rechtbank gestuurd om een oplossing te vinden voor de in beslag genomen vracht, met als voorstel dat het ammoniumnitraat ofwel geëxporteerd zou worden, aan het leger gegeven, of verkocht aan een privébedrijf voor explosieven. Een van de brieven verstuurd in 2016 merkte op dat de rechters niet geantwoord hadden op eerdere vragen, en pleitte:
Gezien het ernstige gevaar van het bewaren van deze goederen in de hangar onder ongeschikte klimatologische omstandigheden, herhalen we ons verzoek aan de marine-instantie om deze goederen onmiddellijk weer te exporteren om de veiligheid van de haven en de mensen die er werken te verzekeren, of om akkoord te gaan om ze te verkopen.

## Explosies
Voorafgaand aan de explosie was er een brand in een opslagplaats. Een eerste explosie vond plaats omstreeks 18:00 uur lokale tijd. Deze kleinere explosie veroorzaakte een grijze rookwolk. De tweede explosie was veel groter en vond plaats rond 18.08 uur. Deze explosie werd veroorzaakt door de ontploffing van ongeveer 2.750 ton opgeslagen ammoniumnitraat.
De geologische dienst van de Verenigde Staten rapporteerde de tweede explosie als een aardbeving met een kracht van 3,3 op de momentmagnitudeschaal. Het TNT-equivalent werd door experts geschat op 1,1 kiloton. Volgens de universiteit van Sheffield was de tweede explosie even zwaar als een tiende van de atoombom op Hiroshima.

## Slachtoffers en schade
Naar verluidt kwamen er door de explosie ten minste 200 mensen om het leven, onder wie twee Belgen. Ook raakten er meer dan 6.500 mensen gewond. Onder de gewonden waren ten minste zes Nederlanders, van wie er vijf medewerkers van de ambassade in Beiroet waren. De vrouw van de Nederlandse ambassadeur, Hedwig Waltmans-Molier, raakte zwaargewond en overleed vier dagen later aan haar verwondingen. Zelf werkte zij voor het ministerie van Buitenlandse Zaken.
Bij de explosies geraakte onder meer de Zwitserse ambassade zwaar beschadigd. De Zwitserse ambassadrice raakte lichtgewond als gevolg van de explosie en werd in het ziekenhuis opgenomen.
Volgens de gouverneur van Beiroet, Marwan Aboud, waren 250.000-300.000 inwoners van de stad dakloos geworden als gevolg van de schade. De materiële schade bedroeg volgens eerste schattingen tussen de 3 en 5 miljard Amerikaanse dollar. De schattingen lopen zelfs op tot 15 miljard dollar aan schade, wat de aanhoudende economische en politieke crises in Libanon verder heeft verergerd.

## Reacties

### Nationaal
De minister van Volksgezondheid, Hamad Hassan, kondigde aan dat zijn ministerie de kosten van de behandeling van gewonden zou dekken. Verder maakte de premier van Libanon, Hassan Diab, bekend dat 5 augustus 2020 werd uitgeroepen tot nationale rouwdag. Op 10 augustus diende premier Diab het ontslag in van de regering na grootschalige protesten.

### Internationaal
Vertegenwoordigers van meerdere landen boden steun en condoleances aan; andere landen boden ook humanitaire hulp. Onder meer Frankrijk, Duitsland, Nederland, het Verenigd Koninkrijk, de Verenigde Staten, Iran en Israël boden hun hulp aan.
Israël en Hezbollah ontkenden verantwoordelijkheid voor de explosies.
Op 14 augustus 2020 werd een actiedag georganiseerd in Nederland, ten bate van noodhulp voor de slachtoffers. De actiedag werd georganiseerd door de Samenwerkende Hulporganisaties, verenigd in Giro 555. In totaal werd er 11,5 miljoen euro ingezameld.

## Nasleep
In december 2020 werd bekend dat demissionair premier Hassan Diab en drie oud-ministers zouden worden aangeklaagd wegens nalatigheid naar aanleiding van de explosie. De onderzoeksrechter die de aanklachten had geformuleerd, Fadi Sawan, werd echter op 18 februari 2021 van de zaak gehaald door het Hof van Cassatie. Hij zou partijdig zijn, omdat zijn huis verwoest werd bij de explosie.
Ook zijn opvolger Tarek Bitar werd beschuldigd van partijdigheid; hij zou eenzijdig in de richting van Hezbollah / AMAL zoeken. In 2025 berichtte de NOS dat de wijken rond het getroffen gebied grotendeels zijn herbouwd, maar de verantwoordelijken nog niet voor de rechter zijn gebracht.